# Commissione Lavori pubblici, comunicazioni del Senato della Repubblica
La Commissione permanente 8ª Lavori pubblici, comunicazioni è stato un organo del Senato della Repubblica italiana. A partire dalla XIX legislatura è stata accorpata alla Commissione 13ª Territorio, ambiente, beni ambientali per costituire la nuova Commissione 8ª Ambiente, transizione ecologica, energia, lavori pubblici, comunicazioni, innovazione tecnologica.

## Funzione
La commissione si occupava di tutte le questioni legate al settore delle infrastrutture, ossia delle opere pubbliche (intese come opere finanziate in tutto o in parte mediante risorse pubbliche), comprendendo in questo ambito sia le disposizioni che disciplinano il processo di pianificazione e programmazione delle suddette opere, sia le disposizioni che regolano le modalità di progettazione e realizzazione delle stesse (norme sui contratti pubblici di lavori, servizi e forniture).
Inoltre, la Commissione si occupava di tutto ciò che attiene alla materia dei trasporti, per terra, per aria e per mare, come, ad esempio, le disposizioni contenute nel codice della strada e nel codice della navigazione, ed aveva competenza in materia di comunicazioni postali, radiotelevisive, telefoniche e digitali.

## Composizione
La Commissione era composta da circa 25 senatori (di cui due segretari, due vicepresidenti e un presidente) scelti in modo omogeneo tra i componenti del Senato della Repubblica, in modo da rispecchiarne le forze politiche presenti. Essi erano scelti dai gruppi parlamentari (e non dal Presidente, come invece accade per l'organismo della Giunta parlamentare): per la nomina dei membri ciascun Gruppo, entro cinque giorni dalla propria costituzione, procede, dandone comunicazione alla Presidenza del Senato, alla designazione dei propri rappresentanti nelle singole Commissioni permanenti.
Ogni senatore chiamato a far parte del governo o eletto presidente della Commissione era, per la durata della carica, sostituito dal suo gruppo nella Commissione con un altro senatore, che continuerà ad appartenere anche alla Commissione di provenienza. Tranne in rari casi nessun Senatore poteva essere assegnato a più di una Commissione permanente. Le Commissioni permanenti erano rinnovate dopo il primo biennio della legislatura ed i loro componenti possono essere confermati, ma i gruppi parlamentari potevano cambiare i propri membri autonomamente in qualsiasi momento, sostituendoli, aggiungendoli o rimuovendoli, modificando di conseguenza anche il numero totale dei componenti della Commissione..

## Presidenti
| N°                                                                          | Presidente     | Presidente     | Presidente                      | Gruppo parlamentare                                   | Mandato         | Mandato           | Legislatura      |
| N°                                                                          | Presidente     | Presidente     | Presidente                      | Gruppo parlamentare                                   | Inizio          | Fine              | Legislatura      |
| --------------------------------------------------------------------------- | -------------- | -------------- | ------------------------------- | ----------------------------------------------------- | --------------- | ----------------- | ---------------- |
| 7ª Lavori pubblici, trasporti, poste e telecomunicazioni, marina mercantile |                |                |                                 |                                                       |                 |                   |                  |
| 1                                                                           |                |                | Paolo Cappa (1888–1956)         | Democratico Cristiano                                 | 17 giugno 1948  | 25 luglio 1951    | I (1948)         |
| 2                                                                           |                |                | Guido Corbellini (1890–1976)    | Democratico Cristiano                                 | 2 agosto 1951   | 24 giugno 1953    | I (1948)         |
| 2                                                                           | 28 luglio 1953 | 11 giugno 1958 | Guido Corbellini (1890–1976)    | Democratico Cristiano                                 | II (1953)       |                   |                  |
| 2                                                                           | 10 luglio 1958 | 28 maggio 1962 | Guido Corbellini (1890–1976)    | Democratico Cristiano                                 | III (1958)      |                   |                  |
| 3                                                                           |                |                | Domenico Romano (1877–1965)     | Democratico Cristiano                                 | III (1958)      | 27 giugno 1962    | 15 maggio 1963   |
| 4                                                                           |                |                | Giuseppe Garlato (1896–1988)    | Democratico Cristiano                                 | 5 luglio 1963   | 4 giugno 1968     | IV (1963)        |
| 5                                                                           |                |                | Giuseppe Togni (1903–1981)      | Democratico Cristiano                                 | 18 luglio 1968  | 30 settembre 1971 | V (1968)         |
| 8ª Lavori pubblici, comunicazioni                                           |                |                |                                 |                                                       |                 |                   |                  |
| -                                                                           |                |                | Giuseppe Togni (1903–1981)      | Democratico Cristiano                                 | 1º ottobre 1971 | 24 maggio 1972    | V (1968)         |
| -                                                                           | 11 luglio 1972 | 5 luglio 1973  | Giuseppe Togni (1903–1981)      | Democratico Cristiano                                 | VI (1972)       |                   |                  |
| 6                                                                           |                |                | Mario Martinelli (1906–2001)    | Democratico Cristiano                                 | VI (1972)       | 26 settembre 1973 | 22 novembre 1974 |
| 7                                                                           |                |                | Remo Sammartino (1913–2006)     | Democratico Cristiano                                 | VI (1972)       | 17 dicembre 1974  | 4 luglio 1976    |
| 8                                                                           |                |                | Alfonso Tanga (1923–2014)       | Democratico Cristiano                                 | 27 luglio 1976  | 19 giugno 1979    | VII (1976)       |
| 8                                                                           | 11 luglio 1979 | 22 luglio 1981 | Alfonso Tanga (1923–2014)       | Democratico Cristiano                                 | VIII (1979)     |                   |                  |
| 9                                                                           |                |                | Sebastiano Vincelli (1930–1999) | Democratico Cristiano                                 | VIII (1979)     | 23 luglio 1981    | 11 luglio 1983   |
| 10                                                                          |                |                | Roberto Spano (1935–)           | Partito Socialista Italiano                           | 11 agosto 1983  | 1º luglio 1987    | IX (1983)        |
| 11                                                                          |                |                | Guido Bernardi (1923–1995)      | Democratico Cristiano                                 | 5 agosto 1987   | 22 aprile 1992    | X (1987)         |
| 12                                                                          |                |                | Luigi Franza (1939–2020)        | Partito Socialista Italiano                           | 17 giugno 1992  | 14 aprile 1994    | XI (1992)        |
| 13                                                                          |                |                | Rinaldo Bosco (1950–)           | Lega Nord                                             | 1º giugno 1994  | 8 maggio 1996     | XII (1994)       |
| 14                                                                          |                |                | Claudio Petruccioli (1941–)     | Democratici di Sinistra - l'Ulivo                     | 5 giugno 1996   | 29 maggio 2001    | XIII (1996)      |
| 15                                                                          |                |                | Luigi Grillo (1943–)            | Forza Italia                                          | 26 giugno 2001  | 27 aprile 2006    | XIV (2001)       |
| 16                                                                          |                |                | Anna Donati (1959–)             | Insieme con l'Unione Verdi - Comunisti Italiani       | 6 giugno 2006   | 28 aprile 2008    | XV (2006)        |
| -                                                                           |                |                | Luigi Grillo (1943–)            | Il Popolo della Libertà                               | 22 maggio 2008  | 14 marzo 2013     | XVI (2008)       |
| 17                                                                          |                |                | Altero Matteoli (1940–2017)     | Forza Italia-Il Popolo della Libertà XVII Legislatura | 7 maggio 2013   | 18 dicembre 2017  | XVII (2013)      |
| 18                                                                          |                |                | Mauro Coltorti (1954–)          | Movimento 5 Stelle                                    | 21 giugno 2018  | 12 ottobre 2022   | XVIII (2018)     |

## Procedure
La Commissione era convocata per la prima volta dal presidente del Senato per procedere alla propria costituzione. L'Ufficio di Presidenza della Commissione, integrato dai rappresentanti dei gruppi, predisponeva il programma e il calendario dei lavori, stabiliti in modo da assicurare l'esame in via prioritaria dei disegni di legge e degli altri argomenti compresi nel programma e nel calendario dell'Assemblea. Quando la discussione di un determinato argomento, anche non compreso nel programma, fosse richiesta da almeno un quinto dei componenti della Commissione, l'inserimento nell'ordine del giorno in tempi brevi era rimesso all'Ufficio di Presidenza della Commissione stessa. Al termine di ciascuna seduta, di norma, il presidente della Commissione annunciava la data, l'ora e l'ordine del giorno della seduta successiva e veniva di conseguenza stampato e pubblicato l'ordine del giorno.